# Laelia autumnalis
Laelia autumnalis ist eine Pflanzenart aus der Gattung Laelia in der Familie der Orchideen (Orchidaceae). Die Art stammt aus Mexiko und wird gelegentlich als Zierpflanze kultiviert.

## Beschreibung
An einem kriechenden Rhizom bildet Laelia autumnalis länglich-eiförmige Pseudobulben. Diese sind acht bis 15 Zentimeter hoch und längs runzlig gerippt. Sie sind von hinfälligen Niederblättern umhüllt, an der Spitze tragen sie zwei, selten drei Laubblätter. Die schmal-elliptischen bis lanzettlichen Blätter messen elf bis 16 Zentimeter Länge. Sie sind grau-grün gefärbt und besonders bei sonnigem Standort rötlich überhaucht.
Der endständige, dunkelbraune, traubige Blütenstand trägt meist drei bis acht, selten bis zu 15 Blüten. Sie sind rosa bis purpurn, selten weiß gefärbt und duften. Die Blüte misst etwa acht bis zehn, selten bis 15 Zentimeter Durchmesser. Die Sepalen sind schmal lanzettlich und zugespitzt. Die Petalen sind breiter, etwas rhombisch geformt. Die Lippe ist dreilappig, die Seitenlappen sind hellrosa bis weiß und stehen aufrecht. An der Basis ist die Lippe rotbraun geadert, mittig auf der Lippe sitzen drei gelbe Kiele.

## Vorkommen
Laelia autumnalis ist in Mexiko weit verbreitet und kommt in Höhenlagen von 1000 bis 1300 Metern vor. Die Art wächst epiphytisch oder lithophytisch, oft an gut belichteten Standorten.

## Taxonomie
Laelia autumnalis wurde 1825 durch Pablo de La Llave und Juan José Martinez de Lexarza in Novorum Vegetabilium Descriptiones Band 2 Seite 19 als Bletia autumnalis erstbeschrieben. Die Art wurde 1831 durch John Lindley in Genera and Species of Orchidaceous Plants Seite 115 als Laelia autumnalis (La Llave & Lex.) Lindl. in die Gattung Laelia gestellt.

## Kultur
Früheste Berichte über die Kultur dieser Art datieren aus dem Jahr 1836. Aufgrund der Blütezeit im Herbst (auf die sich auch der Name autumnalis bezieht) werden die Blüten in Mexiko als Dekoration zu Allerheiligen genutzt und heißen entsprechend Flor de Todos los Santos.